# Raúl Fernando Sendic
|  | No s'ha de confondre amb Raúl Sendic. |

Raúl Fernando Sendic Rodríguez (Paysandú, 29 d'agost de 1962) és un polític uruguaià, militant de la coalició d'esquerra Front Ampli i membre del sector Compromís Frontamplista per la llista 711. Va ser ministre d'Indústria entre 2009 i 2010, president d'ANCAP entre l'1 de març de 2010 i el 15 d'octubre de 2013, i vicepresident de l'Uruguai entre l'1 de març de 2015 i el 13 de setembre de 2017.
És fill del polític frontamplista Raúl Sendic.
Al setembre de 2017 va renunciar a la vicepresidència a causa d'un escàndol polític.